# Petter Emanuel Rhedin
Petter Emanuel Rhedin, född den 10 oktober 1788 i Östads socken, Älvsborgs län, död den 24 december 1847 i Lundby socken, samma län, var en svensk präst. Han var farfars bror till Werner Rhedin.
Rhedin blev 1807 student vid Uppsala universitet, där han blev filosofie magister 1812 och teologie kandidat 1817. Han prästvigdes 1812 och blev regementspastor vid Älvsborgs regemente 1819. Rhedin blev kyrkoherde i Tjörn av Göteborgs stift 1826, kontraktsprost i Orusts och Tjörns kontrakt 1830, kyrkoherde i Lundby 1837, avsade sig kontraktsprostsysslan 1839 och blev kontraktsprost i Domprosteriets norra kontrakt av Göteborgs stift 1841. Han promoverades till teologie doktor 1844. Rhedin var ledamot av Vetenskaps- och vitterhetssamhället i Göteborg. Han vilar på Stora Lundby kyrkogård.